# Националне мањине у Републици Српској
У Републици Српској, поред конститутивних народа Срба, Бошњака/Муслимана и Хрвата, живи још седамнаест регистрованих националних мањина. Ријеч је о следећим мањинама: 
- Јевреји
- Чеси
- Пољаци
- Украјинци
- Роми
- Нијемци
- Мађари
- Словаци
- Црногорци
- Македонци
- Словенци
- Руси
- Русини
- Турци
- Албанци
- Румуни
- Италијани

## Националне мањине
Дио мањина, чије су матице углавном у средњоевропским земљама, које су у двадесетом вијеку постале независне доселио се у вријеме аустроугарске власти у Босни и Херцеговини. Јужнословенски народи досељавали су се углавном за вријеме постојања социјалистичке Југославије. Мањине су интегрисане у друштво Српске.

### Јевреји
Јевреји су на подручје данашње Републике Српске почели да се досељавају почетком 16. вијека, послије прогона у Шпанији. Први пут су споменути 1565. године. Током Другог свјетског рата усташке и њемачке власти спровеле су над Јеврејима геноцид у коме је страдало око 70% припадника овог народа. У вријеме стварања државе Израел велики број Јевреја одлази из социјалистичке Југославије. Познати израелски генерал Давид Дадо Елазар рођен је у Сарајеву.

### Чеси
Чеси су се досељавали првих година аустроугарске владавине. Њихов број је досегао 7.000. Углавном су то били грађани, чиновници, љекари, фармацеути, музичари, и тако даље. Живјели су у великим градовима, у Републици Српској прије свега у Бања Луци, Сарајеву, Градишци. Међу досељеницима био је и извјестан број пољопривредника, који су у Босну и Херцеговину пренијели напредне технике пољопривредне производње.

### Пољаци
Између 1910. и 1930. године број Пољака у Босни и Херцеговини повећан је за 300%, са приближно једанаест на тридесет хиљада. Живјели су у дванаест земљорадничких колонија у Посавини и Босанској Крајини, на сјеверу данашње Републике Српске. Досељеници из пољских земаља бавили су се пчеларством. С обзиром на велики број, Пољаци су за вријеме Другог свјетског рата формирали националну јединицу - 5. батаљон 14. средњобосанске бригате НОВЈ. Послије рата НР Пољска је позвала свој народ да се врати из расејања. Пољаци из Босне и Херцеговине су на свом конгресу одлучили да се врате. Већином су се населили у новоприпојеној Доњој Шлеској. Југословенске власти нису биле спремне да исплате Пољацима одштету за напуштене куће, а тражили су и да им Пољска плати стоку коју су одводили. Данас мали број Пољака живи у Републици Српској. Од 2002. године имају своје удружење у Бања Луци.

### Украјинци
Украјинци су се у ове крајеве доселили крајем 19. вијека. До Другог свјетског рата било их је 12.000, до 1991. године асимилација и сеобе учиниле су да њихов број падне на 7.500, док се данас процјењује да их је упола мање. Украјинци су донијелу у Републику Српску, самим тим и у Босну и Херцеговину, своје обичаје и културу. Окупљени око старе цркве и културних установа у Прњавору, Украјинци углавном живе на сјеверу Републике Српске у општинама Посавине. У Градишци (Церовљанима) и данас постоји стара Украјинска црква. У Лишњи је постојала прва украјинска читаоница и школа на Балкану.

### Роми
Највећи дио Рома дошао је у Босну и Херцеговину за вријеме османске владавине. Многи Роми су се интегрисали у друштво и живјели заједно са Србима. Посебно су страдали за вријеме Другог свјетског рата када су их прогонили нацисти и усташе. Данас их је мање него раније.

### Нијемци
Нијемци су у малом броју почели да се досељавају у Босну и Херцеговину послије 1878. године. Добар дио живио је у градовима, гдје су чинили велики дио чиновништва. Нешто сеоског становништва населило се уз ријеку Вијаку код Прњавора и у селу Шибовска. У тај крај донијели су напредно виноградарство и бавили се сточарством. Њихово насеље Глоговац, у близини ријеке Вијаке, имало је и школу на њемачком језику. Нијемци су трпјели разна ограничења послије 1918. године, а послије 1945. године углавном су протјерани. Ипак, у Бања Луци и данас постоји удружење Нијемаца, које окупља припаднике мањине и њихове потомке и бави се културним активностима.

### Мађари
Мађари у Републици Српској су најприје почели да насељавају велике градове, првенствено Сарајево и Бања Луку. У овим градовима постоје удружења која окупљају грађане мађарског поријекла у циљу очувавања мађарских обичаја и традиције. Од 1900. године до 1910. је забиљежено највеће насељавање Мађара на подручју Босне и Херцеговине. Долазили су претежно из Буковине, околине Сенте и саме Мађарске. Пошто нису плански насељавали поједине дијелове земље, стапали су се са становништвом. Мађари који и даље причају мађарски језик и који се задржали свијест о националном идентитету дошли су са подручја Војводине, у првим годинама наком формирања Краљевине СХС, али и после Другог свјетског рата.

### Словаци
Од 1885. године Словаци насељавају територије Републике Српске. Основали су своје удружење „Јаношик”, гдје се окупљају сваког другог понедељка да причају на Словачком језику, пјевају пјесме и читају књиге.

### Црногорци
Највећи број етничких Црногораца је у Босну и Херцеговину дошао за вријеме бивше СФРЈ. Населили су се у градовима као што су Сарајево, Бања Лука, Требиње, Мостар, Фоча, и тако даље. Основали су Удружење Црногораца „Његош” на подручју Бања Луке и Добоја, Удружење Црногораца и пријатеља Црне Горе „Ловћен” Бања Лука, Удружење Црногораца у Херцеговини „Вук Мићуновић” у Требињу и Удружење Црногораца и пријатеља „ЛУЧА” из Градишке.

### Македонци
Македонци почињу да насељавају ове крајеве углавном у двадесетом вијеку. Углавном су насељавали градове: Сарајево, Бања Лука, Бијељина, Зеница, Мостар, и тако даље. Данас највише Македонаца живи у Бања Луци и Сарајеву, гдје су основали своја удружења. Прво удружење су основали 1992. године у Сарајеву, а затим и Удружење Македонаца Републике Српске 2002. године у Бања Луци.

### Словенци
Словенци су се у Босну и Херцеговину досељавали у вријеме аустроугарске окупације, али много више за вријеме социјалистичке Југославије. Од 1997. године дјелује њихова организација под називом Удружење Словенаца Републике Српске „Триглав”.

### Италијани
Међу народима Аустроугарске који су се доселили послије почетка окупације били су и Италијани. Од сеоског становништва истиче се село Шибовска у близини Штивора код Прњавора гдје су, поред Нијемаца, живјели и Италијани па је тамо 1902. године отворена и прва школа у којој је настава извођена на италијанском језику. До данас је остало око 150 Италијана.